# Sedef Avcı
Sedef Avcı (Adana, 22 de enero de 1982) es una actriz y modelo turca.

## Biografía
Es graduada de Economía laboral de la Universidad de Kocaeli. Desde los cuatro años hasta los doce años practicó ballet. Tiene ascendencia bosnia.
En 1997 ganó el primer lugar del concurso Elite Model Look de Turquía y entró a la famosa agencia Gaye Sökmen. En el año 2001, participó en el certamen de belleza Miss Turquía y obtuvo el segundo lugar. Ese mismo año, representó a su país en el concurso Miss Universo.
Ha aparecido en varios comerciales y anuncios de televisión en Turquía, siendo rostro de muchas campañas turcas e internacionales.

## Vida privada
Desde julio de 2005 está casada con el actor y modelo turco Kıvanç Kasabalı. De esta relación nace en 2013, Can.

## Filmografía

### Televisión
| Año       | Título                   | Personaje    |
| --------- | ------------------------ | ------------ |
| 1997      | Böyle mi Olacaktı        | Deniz        |
| 2005      | Yanık Koza               | Balım        |
| 2007-2008 | Menekşe ile Halil        | Menekşe      |
| 2007-2009 | Yaprak Dökümü            | Selin        |
| 2009-2010 | Ezel                     | Bahar Tezcan |
| 2011      | Mazi Kalbimde Yaradır    | Müjgan       |
| 2012      | Esir Şehrin Gözyaşları   | Şirin        |
| 2014      | Boynu Bükükler           | Melek        |
| 2015      | Bedel                    | Begüm        |
| 2017      | Son Destan               | Nergis       |
| 2017      | Evlat Kokusu             | Zümrüt Akbaş |
| 2018      | Mehmed: Bir Cihan Fatihi | Leyla        |
| 2021      | Elkizi                   |              |

### Cine
| Año  | Título            | Personaje |
| ---- | ----------------- | --------- |
| 2007 | Hayattan Korkma   | Kardem    |
| 2009 | Romantik Komedi   | Esra      |
| 2013 | Romantik Komedi 2 | Esra      |
| 2015 | Aşk Olsun         | Pınar     |